# Sižje
Sižje – wieś w Bośni i Hercegowinie, w Federacji Bośni i Hercegowiny, w kantonie tuzlańskim, w gminie Lukavac. W 2013 roku liczyła 314 mieszkańców, z czego większość stanowili Serbowie.